# El Palacio de Linares
Pour l’article homonyme, voir Palais de Linares.
El Palacio de Linares est un groupe de rock indépendant espagnol, originaire de Madrid et Valladolid. Les membres sont Gonzalo Marcos, Mariví Hernández Lara, Ángel Román et Elena Cascón. En 2014, Clara Collantes rejoint le groupe après le départ d'Ángel Román et d'Elena Cascón.

## Biographie
El Palacio de Linares est formé en 2011, à)à un endroit situé entre Madrid et Valladolid. Le groupe, désormais avec une formation stable, ils donnent leur premier concert, en janvier 2012 au stand de Madrid Bar, en soutien à Ally Kerr et The Starlets. Au cours de cette année, ils partagent la scène avec des groupes et artistes tels que Viv Albertine, Shrag et Vacaciones.
Ils entrent aux studios du producteur Martí Perarnau, leader du groupe Mucho. Ils attirent l'intérêt du label madrilène Elefant Records, auquel ils sortent leur premier EP vinyle rouge du titre 7" Himalaya pour la collection New Adventures in Pop. À cette période, ils sont nommés troisième groupe émergent de l'année 2012 par l'émission de radio Disco Grande de Radio 3 de Radio Nacional de España, et dixième groupe révélation nationale 2013/2014 par le magazine Jenesaispop.
Le nouvel EP du label est annoncé pour avril 2013, pour le Record Store Day. L'album, intitulé La Casa es negra, reprend les chansons des mêmes sessions que son prédécesseur. Ils se qualifient au concours Grupo Revelación 2013, organisé par le Festival Contempopránea. Ils atteignent les demi-finales du Proyecto Demo, initiative du Festival international de Benicàssim et Radio 3.
En 2014, ils sortent un 10" au label Sweet Grooves Records (La Espalda de un perro) et un vinyle 7" chez Disks Walden (IMDb).

## Discographie

### Album studio
- 2014 : La Espalda de un perro (Sweet Grooves Records)

### EP
- 2012 : Himalaya (Elefant Records)
- 2013 : La Casa es negra (Discos de Paseo, abril 2013 DP-012 Single 7").
- 2014 : IMDb (Discos Walden)

### Participations
- 2012 : Las Tres gargantas[10]).
- 2012 : La Chica del Belén (avec Pretérito imperfecto, Discos de Kirlian[11])
- 2013 : Es mi fiesta (avec A Christmas CHIN para ti Vol. 2, Chin-Chin! Records Mundiales)